# Mohamed Larbi Arouri
Mohamed Larbi Arouri (Tunisi, 13 maggio 1983) è un ex calciatore tunisino, di ruolo difensore.

## Carriera
In carriera ha giocato 12 partite nelle coppe continentali, di cui 6 per la CAF Champions League e 6 per l'Europa League.